# Imelašice
Imelašice (lat. Dicaeidae) su porodica ptica pjevica. Sastoji se od dva roda, Prionochilus i Dicaeum, sa sveukupno 44 vrste. Ova porodica se ponekada svrstava u veću porodicu medosasa (Nectariniidae). Pripadnici porodica Melanocharitidae i Paramythiidae su se nekada također svrstavale u ovu porodicu. 
Nastanjuju područja tropske južne Azije i Australazije, od Indije, preko Filipina do Australije. Cvjetne ptice nastanjuju razna staništa, od primorskih do planinskih. Neke vrste, poput australske Dicaeum hirundinaceum, su izrazite selice.

## Opis
Nema mnogo različitosti među cvjetnim pticama. One su zdepaste, s kratkim vratom i nogama. Malene su, dugačke od 10 do 18 cm i teške od 5,7 do 12 grama. Imaju kratak rep, kratak, debeo i zakrivljen kljun i cjevčast jezik. Ova posljednja osobina ukazuje na važnost nektara u njihovoj ishrani. Također imaju probavni sustav prilagođen efikasnom probavljanju bobica imele. Cvjetne ptice su obično zagasitih boja, ali kod nekoliko vrsta mužjaci imaju upadljivo crveno ili blještavo crno perje. 
Nektar čini jedan dio ishrane, ali jedu i bobice, pauke i malene kukce. 21 vrsta imele iz 12 različitih rodova također čini njihovu ishranu, a smatra se da su se sve vrste prilagodile da probave ove bobice i da ih brzo izbace. Cvjetne ptice se ponekada hrane u izmiješanim jatima uz neke druge vrste ptica.

## Razmnožavanje
Razmnožavanje cvjetnih ptica je slabo istraženo. Kod vrsta za koje su podaci skupljeni, ptice formiraju monogamne parove, ali raspored poslova kod roditelja se razlikuje; kod vrste Prionochilus thoracicus oba roditelja sudjeluju u gradnji gnijezda, inkubaciji i odgajanju ptića, ali kod vrste Dicaeum hirundinaceum ženka sama obavlja prva dva zadatka. Cvjetne ptice nesu 1-4 jaja, obično u gnijezdo nalik na torbu napravljeno od biljnih vlakana i koje visi na malenom drvetu ili grmu. Podaci o inkubaciji se rijetko dobiju, ali smatra se da traje od 10 do 12 dana. 

## Očuvanje
Većina cvjetnih ptica je otporna na uništavanje staništa i čovjekove aktivnosti ih obično ne ugrožavaju. Pet vrsta se prema IUCN-u smatra gotovo ugroženim, dvije su ranjive, a jedna je kritično ugrožena. Gubitak staništa je razlog smanjenja populacije kod ovih vrsta.

## Vanjske poveznice
- Snimci cvjetnih ptica  Arhivirana inačica izvorne stranice od 16. ožujka 2016. (Wayback Machine) na stranici Internet Bird Collection